# 빅 히어로 6
빅 히어로 6(Big Hero 6)는 마블 코믹스에 의해 발매된 만화 작품의 제목이자 슈퍼히어로 팀 이름이다.